# روبرت کوییجادا
روبرت کوییجادا (انگلیسی: Rubert Quijada؛ زادهٔ ۱۰ فوریهٔ ۱۹۸۹) بازیکن فوتبال اهل ونزوئلا است.
از باشگاه‌هایی که در آن بازی کرده‌است می‌توان به باشگاه ورزشی الغرافه اشاره کرد.
وی همچنین در تیم ملی فوتبال ونزوئلا بازی کرده‌است.